# Emmanuelle Riva
Emmanuelle Riva (Paulette Germaine Riva; Cheniménil, Lorena; 24 de febrero de 1927-París, Isla de Francia; 27 de enero de 2017) fue una actriz y poetisa francesa, conocida por sus papeles en las películas Léon Morin, prêtre, Hiroshima mon amour y Amor. En 1960 obtuvo su primera nominación al Premio BAFTA a la mejor actriz extranjera interpretando a Elle en la película Hiroshima mon amour. Entre 2012 y 2013 por su interpretación de Anne Laurent en la galardonada película Amor recibió varios premios, entre ellos el premio BAFTA a la mejor actriz, el César a la mejor actriz, el premio más importante del cine europeo y una nominación a los Premios Óscar en la misma categoría.

## Vida y carrera
Nacida en Cheniménil, Francia, hija de Jeanne Nourdin y Alfredo Riva, un pintor italiano,
una modesta familia de clase trabajadora, a temprana edad colaboraba económicamente con su familia en el oficio de costurera. Siendo ávida lectora de obras de teatro, se unió a un pequeño grupo de aficionados en Remiremont. Convencida de sus capacidades y a pesar de la oposición de su familia, ella pasa las pruebas de la Escuela Nacional Superior de Artes y Técnicas del Teatro de París (ENSATT), en la que le otorgan una beca en 1953, siendo su tutor Jean Meyer. Presentándose posteriormente en el prestigioso Conservatorio Nacional Superior de Arte Dramático, también en París, no logra ser admitida por superar la edad máxima requerida. Sin embargo, obtuvo su primer papel en El héroe y el soldado de George Bernard Shaw, en una puesta en escena de René Dupuy.
Su imagen en el cartel de la obra L'Épouvantail de Dominique Rolin y dirigida por André Barsacq, impresiona tanto a Alain Resnais que decide que sería Riva quien protagonizaría el largometraje Hiroshima mon amour, una obra en la que el espectador desconoce el nombre del personaje. Esta película ganó la Palma de Oro en Cannes y convierte a Emmanuelle Riva en una estrella del cine.
En 1962 Riva es galardonada en el Festival Internacional de Cine de Venecia por su interpretación en Thérèse Desqueyroux de Georges Franju una adaptación de la novela homónima escrita por François Mauriac. Posteriormente publica tres colecciones de poesía: Juste derrière le sifflet des trains (1969, reeditado en 1976), Le Feu des miroirs (1975) y L'Otage du désir (1982). En 1993 participó en la película Trois couleurs: Bleu de Krzysztof Kieslowski, la primera entrega de la afamada trilogía de los colores, donde interpreta a la madre de Julie. También participó en Vénus beauté (institut) de Tonie Marshall (1999), y fue la abuela del niño de Mon fils à moi, de Martial Fougeron (2006).
En 2012 junto con Jean-Louis Trintignant, protagonizó la película Amor de Michael Haneke, y por su interpretación de Anne Laurent en la citada película ganó el premio a la mejor actriz europea en los Premios del Cine Europeo, como también ganó como Mejor Actriz en los premios BAFTA y obtuvo una nominación a los Premios Óscar como mejor actriz.

## Filmografía
| Año  | Película                                  | Personaje                       | Director                     | Notas |
| ---- | ----------------------------------------- | ------------------------------- | ---------------------------- | --- |
| 1958 | Les Grandes Familles                      | Secretaria                      | Denys de La Patelière        | |
| 1959 | Hiroshima mon amour                       | Ella                            | Alain Resnais                | Nominada—Premio BAFTA a la mejor actriz extranjera |
| 1960 | Le Huitième Jour                          | Françoise                       | Marcel Hanoun                | |
| 1960 | Recours en grâce                          | Germaine                        | László Benedek               | |
| 1960 | Adua et ses compagnes                     | Marilina                        | Antonio Pietrangeli          | |
| 1961 | Kapò                                      | Terese                          | Gillo Pontecorvo             | |
| 1961 | Léon Morin, prêtre                        | Barny                           | Jean-Pierre Melville         | |
| 1962 | Climats                                   | Isabelle                        | Stellio Lorenzi              | |
| 1962 | Thérèse Desqueyroux                       | Thérèse Desqueyroux             | Georges Franju               | Festival Internacional de Cine de Venecia-Copa Volpi a mejor actriz |
| 1963 | Caterina                                  | Caterina                        | Félicien Marceau             | |
| 1963 | Le Ore dell'amore                         | Maretta                         | Luciano Salce                | |
| 1964 | Le Gros coup                              | Clémence de Grandval            | Jean Valère                  | |
| 1964 | Le Coup de grâce                          | Sophie                          | Jean Cayrol y Claude Durand  | |
| 1965 | Thomas l'imposteur                        | La Princesa de Bormes           | Georges Franju               | |
| 1966 | L'Or et le plomb                          | La mujer de mundo               | Alain Cuniot                 | |
| 1967 | Les Risques du métier                     | Suzanne Doucet                  | André Cayatte                | |
| 1967 | Fruits amers                              | Soledad                         | Jacqueline Audry             | |
| 1970 | La Modification                           | Henriette                       | Michel Worms                 | |
| 1971 | L'Homme de désir                          | Valentine                       | Dominique Delouche           | |
| 1972 | Les Portes de feu                         | La Baronesa                     | Claude Bernard-Aubert        | |
| 1972 | Le Cygne                                  | Señora Gritie                   | Aldo Altit                   | |
| 1973 | J'irai comme un cheval fou                | La madre                        | Fernando Arrabal             | |
| 1974 | Ariane                                    | Pasiphae                        | Pierre-Jean de San Bartolomé | |
| 1975 | Au long de rivière Fango                  | Mathilde                        | Sotha                        | |
| 1976 | Le Diable au cœur                         | Madame Bouvier, la madre        | Bernard Queysanne            | |
| 1981 | Les Jeux de la comtesse Dolingen de Gratz | Una invitada                    | Catherine Binet              | |
| 1982 | Y a-t-il un Français dans la salle?       | Adélaïde Tumelat                | Jean-Pierre Mocky            | |
| 1982 | Les Yeux, la Bouche                       | La madre                        | Marco Bellocchio             | |
| 1983 | Liberté, la nuit                          | Mouche                          | Philippe Garrel              | |
| 1983 | Un homme à ma taille                      | Lisa Leibovitch                 | Annette Carducci             | |
| 1987 | Funny Boy                                 | Madre de Micky                  | Christian Le Hemonet         | |
| 1988 | Les Tribulations de Balthasar Kober       | La madre                        | Wojciech Has                 | |
| 1989 | La Passion de Bernadette                  | Madre Marie-Thérèse Vauzou      | Jean Delannoy                | |
| 1991 | Pour Sacha                                | Señora Malka                    | Alexandre Arcady             | |
| 1992 | Loin du Brésil                            | Juliette                        | Tilly                        | |
| 1993 | Trois couleurs: Bleu                      | Madre de Julie                  | Krzysztof Kieślowski         | |
| 1993 | L'Ombre du doute                          | La abuela                       | Aline Issermann              | |
| 1995 | L'Homme aux semelles de vent              | Madre de Arthur Rimbaud         | Marc Rivière                 | |
| 1997 | XXL                                       | Sonia Stern                     | Ariel Zeitoun                | |
| 1999 | Vénus Beauté (Institut)                   | La tía Lyda                     | Tonie Marshall               | |
| 2001 | C'est la vie                              | Dominique                       | Jean-Pierre Améris           | |
| 2003 | Vert paradis                              | La madre de Lucas               | Emmanuel Bourdieu            | |
| 2004 | Éros thérapie                             | Emma                            | Danièle Dubroux              | |
| 2006 | Mon fils à moi                            | La abuela                       | Martial Fougeron             | |
| 2008 | Le Grand Alibi                            | Geneviève Herbin                | Pascal Bonitzer              | |
| 2008 | Un homme et son chien                     | La mujer creyente en la iglesia | Francis Huster               | |
| 2009 | Je ne dis pas non                         | Señora Revison                  | Iliana Lolic                 | |
| 2011 | Le Skylab                                 | La abuela                       | Julie Delpy                  | |
| 2012 | Amor                                      | Anne Laurent                    | Michael Haneke               | BAFTA a la mejor actriz César a la mejor actriz Boston Society of Film Critics-Premio a mejor actriz Premio del Cine Europeo-mejor actriz europea Los Angeles Film Critics Association-Premio a mejor actriz National Society of Film Critics-Premio a mejor actriz Críticos de Cine en línea de Nueva York-Premio a mejor actriz San Francisco Film Critics Circle-Premio a mejor actriz The Dublin Film Critics Circle-Premio a mejor actriz Premio Cinema Ludus por Mejor Actriz Europea London Critics' Circle-Premio a la mejor actriz del año Lumières de la presse étrangère Premio a la mejor actriz Premio días de cine a la Mejor Actriz en Lengua Extranjera Nominada — Óscar a la mejor actriz Nominada AACTA International Award a la mejor actriz Nominada — Premio Dorian a la mejor actriz Nominada — Alianza de Mujeres Periodistas de Cine Premio a la mejor actriz Nominada — Broadcast Film Critics Association Premio a la mejor actriz Nominada — Asociación de Críticos de Cine de Chicago Premio a la mejor actriz Nominada — Dallas-Fort Worth Film Critics Association Premio a la mejor actriz Nominada — Houston Film Critics Society Premio a la mejor actriz Nominada — Sociedad de Críticos de Cine Online Premio a la mejor actriz Nominada — New York Film Critics Circle Premio a la mejor actriz Nominada — Satellite a la mejor actriz dramática Nominada — Toronto Film Critics Association Premio a la mejor actriz Nominada — Washington D.C. Area Film Critics Association Premio a la mejor actriz |
| 2013 | Tu honoreras ta mère et ta mère           | Granny                          | Brigitte Roüan               | Estreno en Francia el 6 de febrero de 2013 |

## Teatro
| Año  | Obra                                              | Autor                        | Director                                  | Teatros                                   |
| ---- | ------------------------------------------------- | ---------------------------- | ----------------------------------------- | ----------------------------------------- |
| 1954 | Le Héros et le Soldat                             | George Bernard Shaw          | René Dupuy                                | Teatro Gramont                            |
| 1955 | Espoir                                            | Henri Bernstein              | Henri Bernstein                           | Teatro Ambassadeurs                       |
| 1956 | Le Séducteur                                      | Diego Fabbri                 | François Périer                           | Teatro de la Michodière                   |
| 1956 | La Profession de Madame Warren                    | George Bernard Shaw          | Jean Wall                                 | Théâtre de l'Athénée                      |
| 1958 | L'Épouvantail                                     | Dominique Rolin              | André Barsacq                             | Teatro de l'Œuvre                         |
| 1963 | Les Enfants du soleil                             | Maxime Gorki                 | Georges Wilson                            | TNP, Teatro Nacional de Chaillot          |
| 1964 | Zoo                                               | Jean Bruller                 | Jean Deschamps                            | TNP, Teatro Nacional de Chaillot          |
| 1965 | Badadesques                                       | Jean Vauthier                | Marcel Maréchal                           | Teatro Cothurne, Teatro de Lutèce         |
| 1965 | L’Opéra du monde                                  | Jacques Audiberti            | Marcel Maréchal                           | Teatro Cothurne, Teatro de Lutèce         |
| 1966 | Le Retour                                         | Harold Pinter                | Claude Régy                               | Teatro de París                           |
| 1967 | La Journée d'une rêveuse                          | Copi                         | Jorge Lavelli                             | Teatro de Lutèce                          |
| 1971 | Vétir ceux qui sont nus                           | Luigi Pirandello             | René Dupuy                                | Théâtre de l'Athénée                      |
| 1972 | Macbeth                                           | William Shakespeare          | Roger Blin                                |                                           |
| 1972 | Le Jour le plus court                             | Jean Meyer                   | Jean Meyer                                | Teatro de Célestins                       |
| 1973 | Sainte Jeanne                                     | George Bernard Shaw          | Pierre Franck                             | Teatro de Célestins                       |
| 1975 | C'est beau                                        | Nathalie Sarraute            | Claude Régy                               | Teatro d'Orsay                            |
| 1976 | Un mois à la campagne                             | Ivan Tourgueniev             | Jean Meyer                                | Teatro de Célestins                       |
| 1976 | Cantique des cantiques                            | Salomón                      |                                           | Festival de Aviñón                        |
| 1978 | Remagen                                           | Anna Seghers                 | Jacques Lassalle                          | Festival de Aviñón, Teatro Gérard Philipe |
| 1979 | Les Fausses Confidences                           | Marivaux                     | Jacques Lassalle                          | Teatro Gérard Philipe                     |
| 1979 | Avec ou sans arbres?                              | Jeannine Worms               | Yves Bureau                               | Théâtre de l'Athénée                      |
| 1980 | Charcuterie fine                                  | Tilly                        | Michel Hermon                             | Teatro de la Tempête                      |
| 1982 | L'Exil                                            | Henry de Montherlant         | Bernard Ristroph                          | Teatro Hébertot                           |
| 1983 | Émilie ne sera plus jamais cueillie par l'anémone | Emily Dickinson              | Gabriel Garran                            | Festival de Aviñón, Teatro de la Commune  |
| 1983 | La Vie que je t'ai donnée                         | Luigi Pirandello             | Massimo Castri                            | Teatro Nacional de Estrasburgo            |
| 1986 | Regarde, regarde de tous tes yeux                 | Danièle Sallenave            | Brigitte Jaques-Wajeman                   | Teatro del Odéon                          |
| 1987 | Ma chère Rose                                     | Josette Boulva, Marie Gatard | Josette Boulva, Frédérique Ruchaud        | Teatro Montparnasse                       |
| 1987 | George Dandin                                     | Molière                      | Roger Planchon                            | TNP Villeurbanne                          |
| 1988 | George Dandin                                     | Molière                      | Roger Planchon                            | TNP Villeurbanne, tour                    |
| 1988 | Lydie P.R.I.A.M.                                  | Jacques Hiver                | Anne Lemaître, Judith Magre y Claude Rich |                                           |
| 1989 | La Bonne Mère                                     | Carlo Goldoni                | Jacques Lassalle                          | Teatro Nacional de Estrasburgo            |
| 1994 | La Source bleue                                   | Pierre Laville               | France Culture                            |                                           |
| 1997 | Le Siège de Léningrad                             | José Sanchis Sinisterra      | Dominique Poulange                        | Teatro Nacional de la Colline             |
| 2000 | Medea                                             | Eurípides                    | Jacques Lassalle                          | Festival de Aviñón                        |
| 2001 | Medea                                             | Eurípides                    | Jacques Lassalle                          | Teatro del Odéon                          |

## Libros
- Riva, Emmanuèle (1975). Le Feu des miroirs (en francés). París: Librairie Saint-Germain-des-Prés. ISBN 9782243000740.
- Riva, Emmanuelle (1976). Juste derrière le sifflet des trains (en francés). París: Éditions Saint-Germain-des-Prés. ISBN 9782243003802.
- Riva, Emmanuelle (1982). L'otage du désir: poèmes (en francés). París: Nouvelles Éditions latines. ISBN 9782723301848.
- Riva, Emmanuelle; de Navacelle, Marie-Christine (2009). Tu n'as rien vu à Hiroshima (en francés). Registro fotográfico de Emmanuelle Riva. París: Gallimard. ISBN 9782070122981.

## Premios y distinciones
Premios Óscar
| Año  | Categoría    | Película | Resultado |
| ---- | ------------ | -------- | --------- |
| 2013 | Mejor actriz | Amour    | Nominada  |

Festival Internacional de Cine de Venecia
| Año  | Categoría                    | Película      | Resultado |
| ---- | ---------------------------- | ------------- | --------- |
| 1962 | Copa Volpi a la mejor actriz | Relato íntimo | Ganadora  |